# 柳戠
柳戠是台灣的漫畫家及同人作家，商業發表筆名柳宮燐。
以自費出版同人誌起家，後參與小說封面插畫與商業漫畫連載。
正職為建築相關，仍活躍于創作。
擅長中國古裝題材。作風低調，性格幽默。

## 商業作品一覽
插畫
- <八夫臨門>（三采文化）
- <新唐遺玉>（三采文化）

漫畫
- 2008.10　<柳色三國之亮瑜無雙>（2009.7.1貳版）
- 2009.04　<策馬天下>（上）（下）冊
- 2013.08　<妄想白蛇>（三采文化）

## 外部連結
- 柳陌花街 （页面存档备份，存于）
- 柳宮燐ＦB專頁 （页面存档备份，存于）